# Чернетешть (Бузеу)
Чернетешть, Чернетешті (рум. Cernătești) — село у повіті Бузеу в Румунії. Адміністративний центр комуни Чернетешть.
Село розташоване на відстані 105 км на північний схід від Бухареста, 13 км на північ від Бузеу, 100 км на захід від Галаца, 99 км на південний схід від Брашова.

## Населення
За даними перепису населення 2002 року у селі проживали 1175 осіб, з них 1171 особа (99,7%) румунів. Рідною мовою 1173 особи (99,8%) назвали румунську.